# Markeli Point

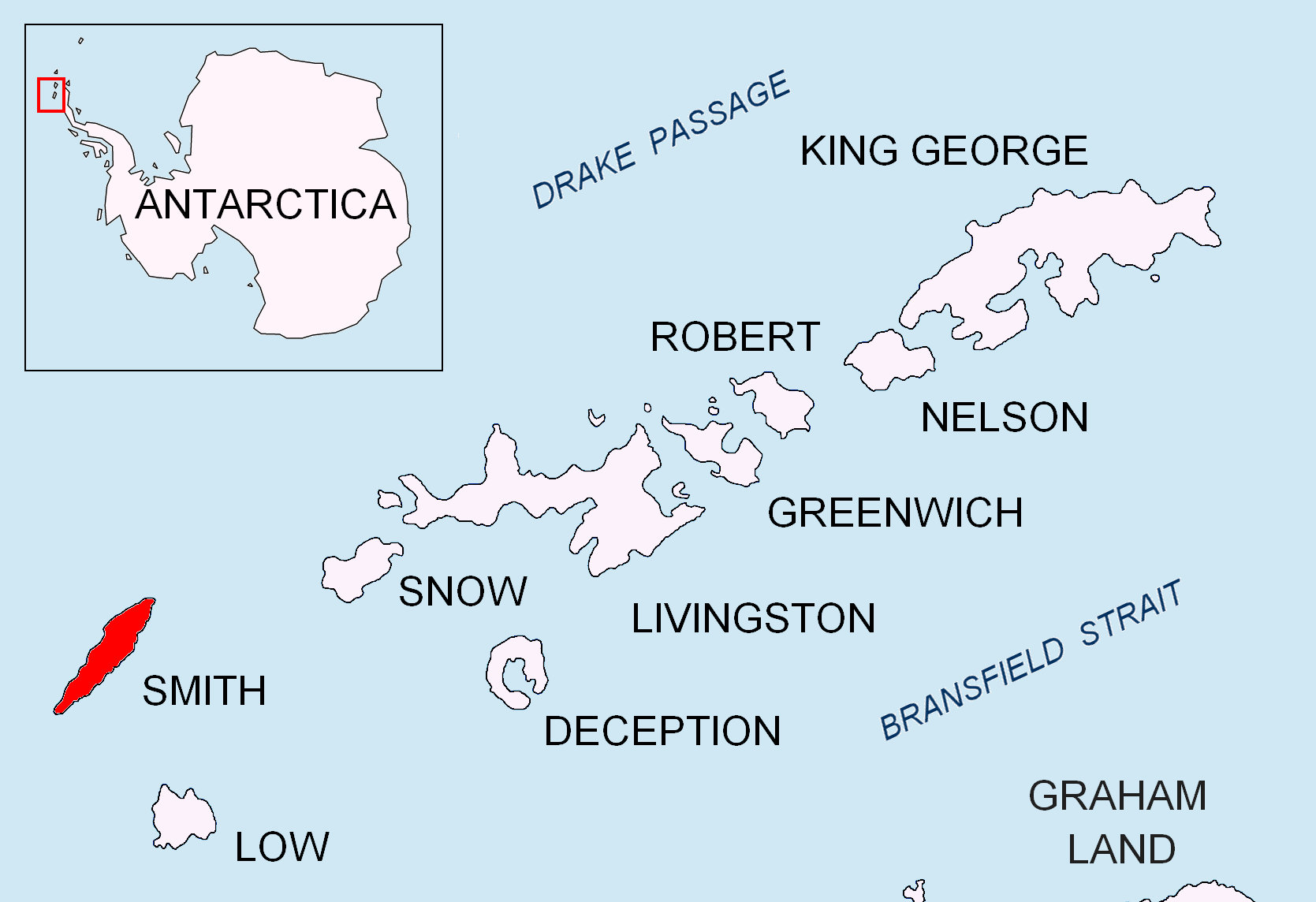
Localizzazione dell'Isola Smith, nelle Isole Shetland Meridionali.

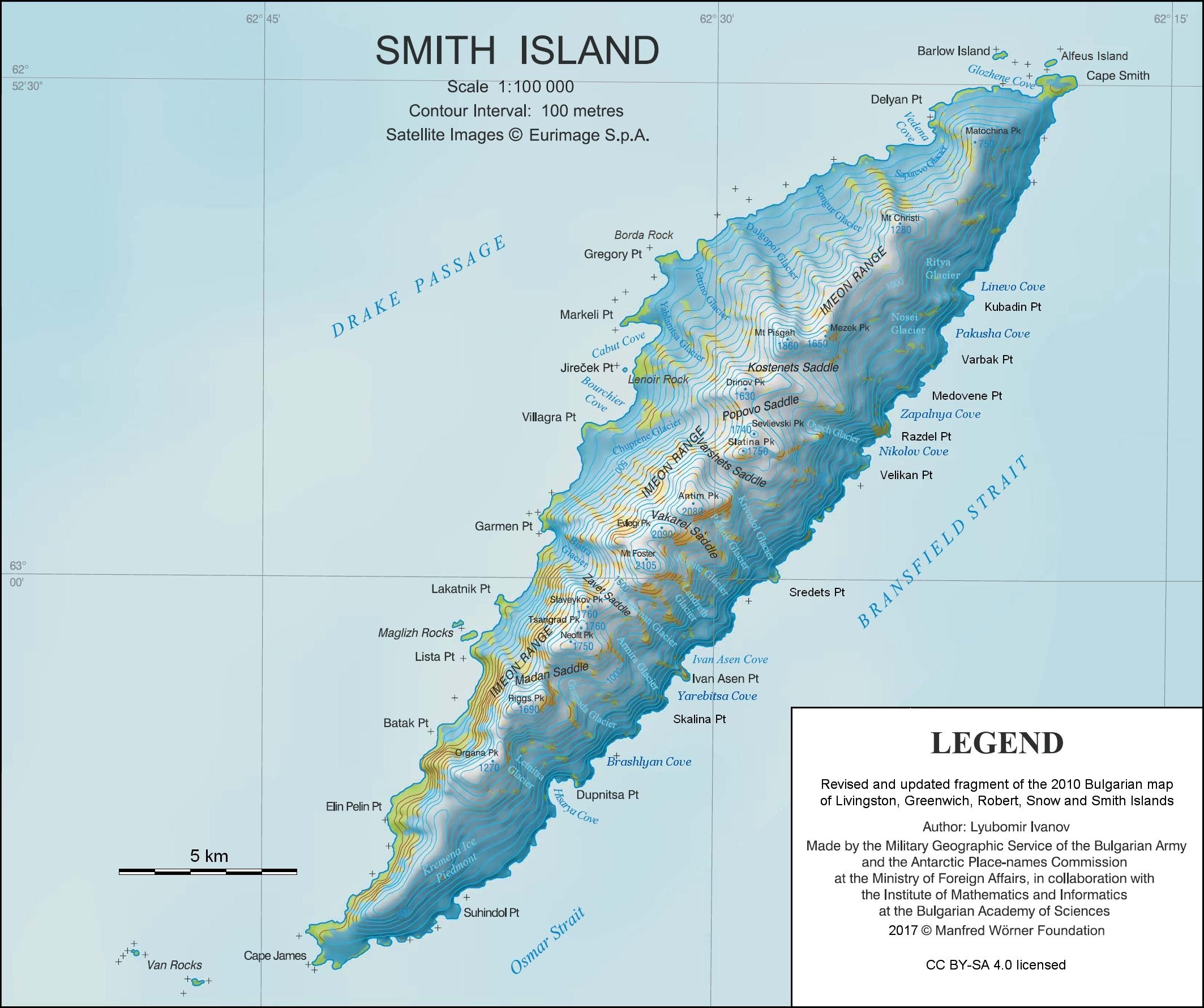
Mappa topografica dell'Isola Smith. Markeli Point si trova nella parte superiore dell'immagine, sulla costa nordoccidentale dell'isola.

Markeli Point (in lingua bulgara: нос Маркели, Nos Markeli) è una punta rocciosa situata sulla costa nordoccidentale dell'Isola Smith, che fa parte delle Isole Shetland Meridionali, in Antartide.
La punta si protende per circa 1200 m in direzione ovest-sudovest nel Canale di Drake.

## Localizzazione
Markeli Point è localizzata alle coordinate 62°56′10″S 62°33′05″W; è situata sul lato settentrionale dell'entrata alla Cabut Cove, 14,5 km a sudovest del Capo Smith, 2 km sud-sudovest di Gregory Point e 19,8 km a nord-nordest di Capo James.
Mappatura preliminare bulgara nel 2009.

## Denominazione
La denominazione è stata assegnata dalla Commissione bulgara per i toponimi antartici in riferimento alla fortezza medievale di Markeli, nella parte sudorientale della Bulgaria.

## Mappe
- Chart of South Shetland including Coronation Island, &c. from the exploration of the sloop Dove in the years 1821 and 1822 by George Powell Commander of the same. Scale ca. 1:200000. London: Laurie, 1822.
- L.L. Ivanov. Antarctica: Livingston Island and Greenwich, Robert, Snow and Smith Islands. Scale 1:120000 topographic map. Troyan: Manfred Wörner Foundation, 2010. ISBN 978-954-92032-9-5 (First edition 2009. ISBN 978-954-92032-6-4)
- South Shetland Islands: Smith and Low Islands. Scale 1:150000 topographic map No. 13677. British Antarctic Survey, 2009.
- Antarctic Digital Database (ADD). Scale 1:250000 topographic map of Antarctica. Scientific Committee on Antarctic Research (SCAR). Since 1993, regularly upgraded and updated.
- L.L. Ivanov. Antarctica: Livingston Island and Smith Island. Scale 1:100000 topographic map. Manfred Wörner Foundation, 2017. ISBN 978-619-90008-3-0